# EID MAR-Münze

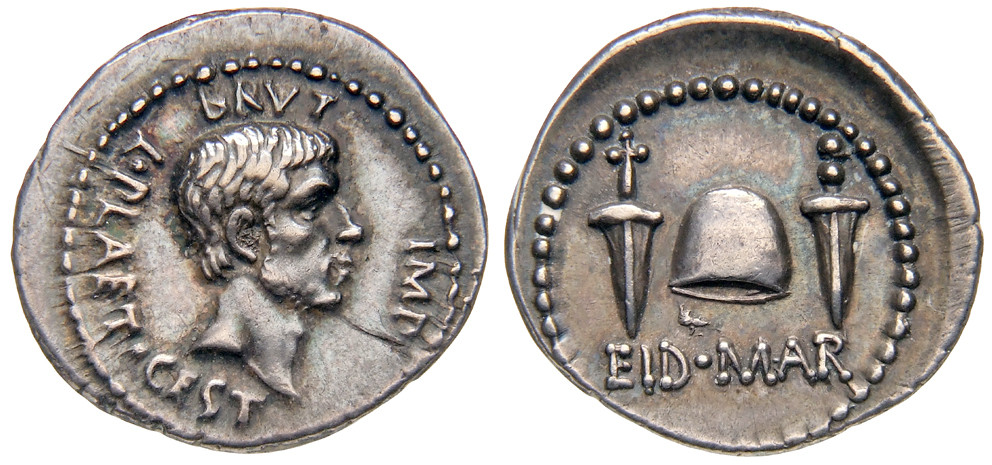
Denar des Brutus, 43 oder 42 v. Chr.

Als EID MAR-Münzen werden im Auftrag des römischen Politikers und Caesarmörders Marcus Iunius Brutus ausgegebene Aurei und Denarii aus der Spätzeit der Römischen Republik bezeichnet. Die Münzen zeigen auf dem Avers das Porträt des Brutus. Die rückseitige Aufschrift EID MAR steht für EIDIBUS MARTIIS oder „an den Iden des März“ und ist von ebenso unmissverständlichen Symbolen begleitet, dem Pileus als Symbol der Freiheit und zwei Pugiones, stellvertretend für die beiden Mörder Brutus und Gaius Cassius Longinus. Mit diesen Münzen wollte Brutus den Mord an Gaius Iulius Caesar feiern und sich selbst als Retter der Freiheit und der Republik darstellen.
Während von dem Silberdenar weniger als hundert Exemplare bekannt sind, ist der Aureus noch seltener. Im British Museum, der Sammlung der Deutschen Bundesbank und im Privatbesitz gibt es nur drei dieser Münzen. Die in Privatbesitz wurde am 29. Oktober 2020 für drei Millionen Euro zuzüglich 20 oder 24 Prozent Aufschlag versteigert und ist damit die weltweit teuerste römische Münze. Die Aurei wurden über lange Zeit für Fälschungen gehalten und erst seit wenigen Jahrzehnten als authentisch akzeptiert. Der Denarius wird allerdings häufig nachgeprägt oder gefälscht.

## Historischer Hintergrund

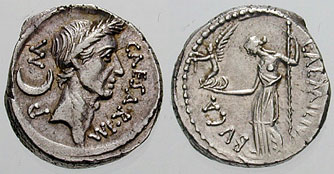
Gaius Iulius Caesar mit Lorbeerkranz im Profil nach rechts, auf dem Revers Venus mit Statue der Victoria und Speer, Februar oder März 44 v. Chr.

Gaius Iulius Caesar war nach seinem Sieg in der Schlacht von Pharsalos vom römischen Senat in den Jahren 48, 46, 45 und 44 zum Konsul gewählt worden. Die Dauer dieses Amtes war eigentlich auf ein Jahr beschränkt, zwischen zwei Wahlen musste ein Zeitraum von zehn Jahren liegen und es mussten sich stets zwei Konsuln die Macht teilen. Darüber hinaus wurde Caesar in den Jahren 49, 48-47 und 46-44 der Titel des Diktators verliehen. Dieses Amt bedeutete die Alleinherrschaft zum Abwenden existenzbedrohender Gefahren für den Staat und war normalerweise auf sechs Monate beschränkt. Im Februar 44 v. Chr. hatte Caesar sich für zehn aufeinanderfolgende einjährige Amtszeiten zum Diktator ernennen lassen. Am 15. Februar trat er öffentlich in der alten Königstracht auf. Das und seine mit einem geplanten aber nicht mehr verwirklichten Feldzug betriebene Alexander-Imitatio nährten den Verdacht, Caesar wolle die Republik zugunsten einer Monarchie abschaffen. Im römischen Senat bildete sich um die Anführer Marcus Iunius Brutus und Gaius Cassius Longinus, die zum Töten Caesars entschlossen waren, eine Gruppe von etwa 80 Verschwörern und Mitwissern. Am 15. März 44 v. Chr., den Iden des März, wurde Caesar während einer Senatssitzung im Theater des Pompeius von einer Gruppe Senatoren um Brutus und Cassius mit 23 Dolchstichen getötet. Die Mörder rechtfertigten ihre Tat als Tyrannenmord und betrachteten sich selbst als die Befreier Roms und als Retter der Republik.
Zwei Tage nach dem Mord an Caesar gewährte der Senat den Caesarmördern eine Amnestie. Doch mit seiner Grabrede hetzte Marcus Antonius das Volk Roms derart auf, dass Brutus und Cassius aus der Stadt fliehen mussten. Ende August 44 v. Chr. flohen Brutus und Cassius in den Osten, wo Brutus zum Prokonsul der Provinz Creta et Cyrene ernannt worden war. Im Jahr 43 v. Chr. wurde er zum Prokonsul von Makedonien, Achaea und Illyrien ernannt. Dieses Jahr verbrachten Brutus und Cassius mit dem Kampf gegen die Caesarianer im Osten Griechenlands und mit der eigenen Aufrüstung. Im Oktober 43 v. Chr. errangen die Caesarianer die Macht in Italien und erklärten Brutus und Cassius zu Staatsfeinden. Ein Jahr später, im Oktober 42 v. Chr., kam es in Makedonien zur Schlacht bei Philippi. In der ersten Schlacht wurde Cassius durch Marcus Antonius besiegt, während Brutus mit seinen Truppen einen Sieg über Octavian erringen konnte. Cassius ließ sich von seinem Freigelassenen töten, da er fälschlich von einer völligen Niederlage ausging. Die zweite Schlacht im Oktober oder November 42 v. Chr. endete mit einer Niederlage Brutus’, der sich von einem Freund töten ließ.

## Numismatischer Hintergrund

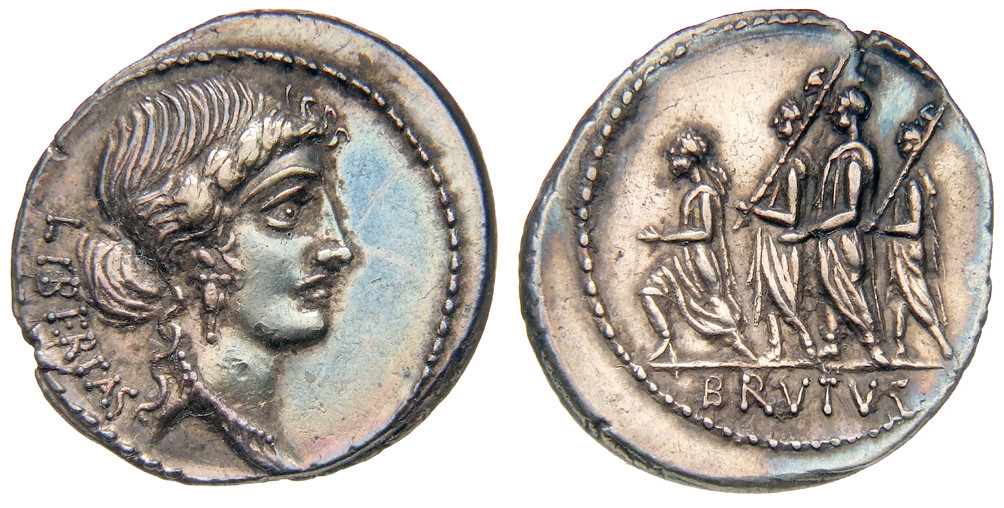
Denar des Brutus mit Porträt der Libertas auf dem Avers, rückseitig Lucius Iunius Brutus hinter einem Accensus und zwischen zwei Liktoren nach links schreitend, wohl 54 v. Chr.

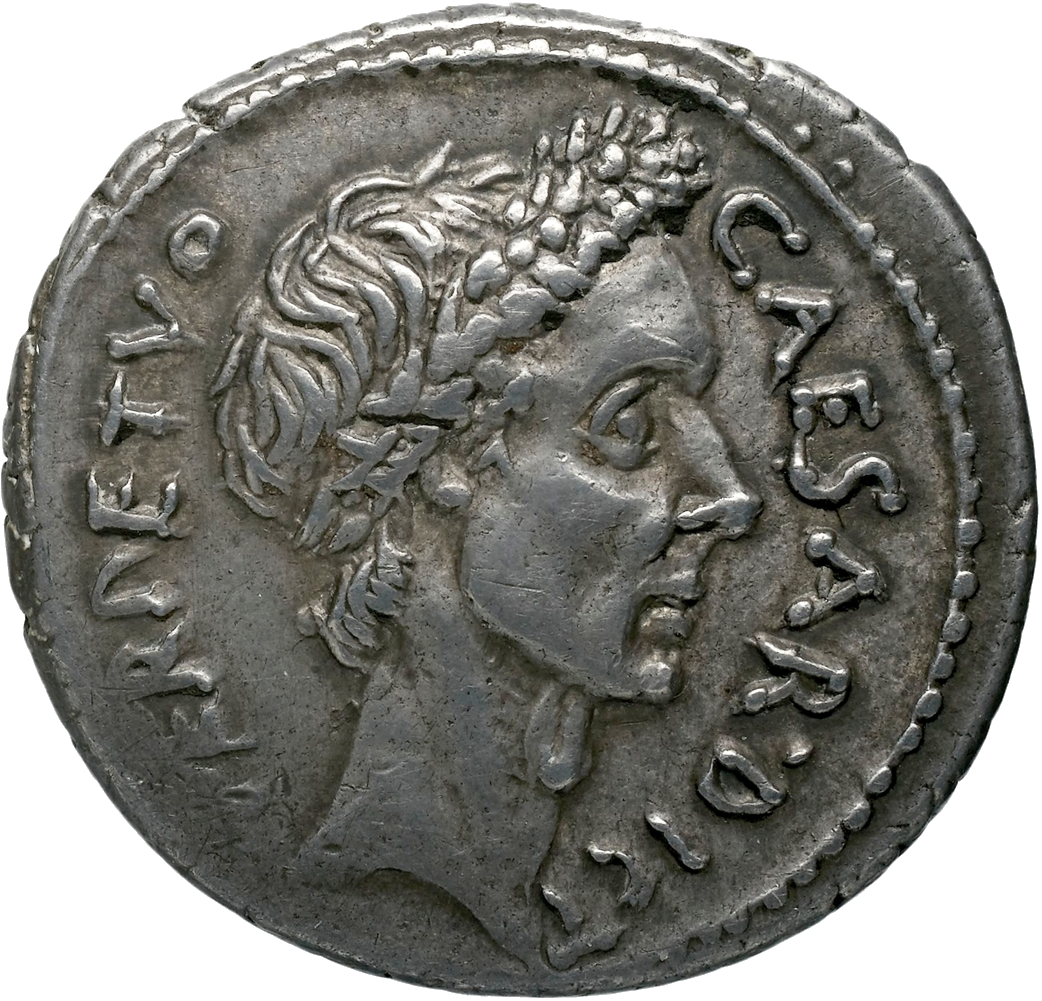
Silberdenar mit dem Porträt Caesars und der Umschrift CAESAR DICT PERPETVO, 44 v. Chr.

Brutus war im sechsten Jahrzehnt v. Chr., das genaue Jahr ist umstritten, als römischer Münzmeister tätig. Im Rahmen dieser Tätigkeit schlug er Münzen mit dem Bildnis des Lucius Iunius Brutus, als dessen direkten Nachfahren er sich selbst sah. Die Legende BRVTVS weist dabei sowohl auf das Bildnis, als auch auf den Münzmeister Marcus Iunius Brutus.
Caesar war nicht der erste Römer, der zu Lebzeiten auf einer Münze abgebildet wurde. Um 197 bis 194 v. Chr. wurde der römische Feldherr und Politiker Titus Quinctius Flamininus, der von der griechischen Bevölkerung als Befreier gefeiert wurde, auf einem goldenen Stater mit griechischer Aufschrift dargestellt. Die Münzstätte, und ob die Ausgabe der Münze von griechischer Seite oder von Flamininus selbst in Auftrag gegeben wurde, ist ungeklärt. Das Porträt ähnelt allerdings in vielen Details den Münzbildnissen des von Flamininus besiegten Philipp V. von Makedonien, was für eine griechische Herkunft spricht. Von der Münze sind nur wenige Stücke erhalten.
Im fünften Jahrzehnt v. Chr. wurden wiederholt Münzen mit dem Abbild Julius Caesars geschlagen. So ließ der mit Caesar befreundete Gaius Vibius Pansa Caetronianus, Statthalter der Provinz Bithynia et Pontus, Caesar im Jahr 47 v. Chr. auf Bronzemünzen der Stadt Nikaia in Bithynien abbilden. Zwei Jahre später erschien Caesars Porträt auf Bronzemünzen der Stadt Lampsakos in Mysien. Diese beiden heute äußerst seltenen Münzen hatten keine Aufschrift, die auf Caesar hinwies. Die Prägungen werden dadurch erklärbar, dass im griechischen Teil des römischen Reiches keine großen Vorbehalte gegen das Abbilden lebender Personen auf Münzen bestanden.
Anders sah es in Rom selbst aus, die Darstellung lebender Personen auf Münzen war unvorstellbar, und die Münzbilder wurden in der römischen Republik von den Münzmeistern bestimmt. Vor der Herrschaft Caesars waren nur Abbilder von Göttern oder lange Verstorbenen auf Münzen dargestellt worden, und dies in einer unüberschaubaren Vielfalt. Im Januar 44 v. Chr. schlug der römische Münzmeister Marcus Mettius aus Anlass der bevorstehenden vierten Wahl Caesars zum Diktator erstmals einen Silberdenar mit dessen Porträt. Auf dem Revers war die römische Göttin Juno in einem Streitwagen abgebildet. In den folgenden Monaten wurden mehrere Münzen mit abgewandelten Porträts Caesars ausgegeben. Den Höhepunkt und das Ende der in Caesars Auftrag ausgegebenen Münzen war im Februar eine Münze mit Caesars Porträt, mit einer rituellen Kopfbedeckung, die ihn wie einen Priester beim Darbieten eines Opfers zeigte. Die Aufschrift lautete CAESAR DICT PERPETVO und wies auf die kürzlich erfolgte vierte Wahl zum Diktator hin. Entgegen den bis heute tradierten Angaben späterer Historiker bedeutete die Umschrift nur „ununterbrochen Diktator“. Damit wurde deutlich gemacht, dass die zehn einjährigen Amtszeiten, für die Caesar 46 v. Chr. ernannt worden war, ohne Unterbrechung aufeinander folgen sollten. Das wird auch durch den ungewöhnlichen Verzicht auf die Abkürzung PERP deutlich, die auf einer Münze zu erwarten wäre. Die Umschrift mit der Bedeutung „Diktator auf Lebenszeit“ hätte CAESAR DICT(ator) PERPETVVS gelautet, und so wäre auch die Verkürzung CAESAR DICT(ator) PERP verstanden worden. Gleichwohl wurde die Darstellung wohl in dem eigentlich vermiedenen Sinn verstanden. Die vermeintlich gottgleiche Darstellung seiner selbst war eine Ungeheuerlichkeit und bestärkte die Verschwörer in ihrem Argwohn, Caesar strebe die Alleinherrschaft an.
Nach dem Mord an Caesar und ihrer Flucht nach dem Osten begannen Brutus und sein Mitverschwörer Cassius mit der Ausgabe eigener Münzen, die zunächst unverfängliche Motive zeigten. Gold und Silber für die Münzen stammten von thrakischen Fürsten, die Brutus freiwillig unterstützten. Während seiner Zeit als Prokonsul von Makedonien in den Jahren 43 und 42 v. Chr. ließ Brutus in einer beweglichen Feldmünze 12 verschiedene Münzen schlagen, vier Aurei, sechs Denarii und zwei Quinarii. In einer dritten Phase der Münzfertigung des Brutus, im Jahr 42 v. Chr., wurden Münzen ausgegeben, auf denen Brutus mit der Aufschrift IMP als Imperator bezeichnet wurde. Es handelt sich um sechzehn in einer Feldmünze geschlagene Münzen, sechs Aurei, neun Denarii und einen Quinarius. Erst zum Ende der dritten und letzten Phase, im Sommer oder Frühherbst 42 v. Chr., wurden der Denarius und der Aureus mit dem Bildnis Brutus’ und dem Bekenntnis zum Mord an Caesar ausgegeben.

## Aureus und Denarius des Brutus

### Beschreibung
Die EID MAR-Münzen haben einen Durchmesser von 19 bis 20 mm, die Aurei ein Gewicht von etwa 8 Gramm und die silbernen Denarii ein Gewicht um 3,6 Gramm. Der Avers zeigt das Porträt des bärtigen und barhäuptigen Brutus im Profil nach rechts. Die Umschrift lautet BRVT (über dem Haupt, für „Brutus“), IMP (rechts, vor dem Gesicht, für „Imperator“) und L•PLAET•CEST hinter dem Kopf (für den Münzmeister L. Plaetorius Cestianus). Am äußeren Rand befindet sich ein Perlkreis, der bei den meisten Münzen nur unvollständig vorhanden ist.
Auf dem Revers ist in der Mitte ein Pileus oder eine Freiheitsmütze abgebildet, flankiert von zwei Dolchen mit unterschiedlich geformten Heften, deren Spitzen nach unten gerichtet sind. Darunter befindet sich die Aufschrift EID MAR für EIDIBUS MARTIIS oder „an den Iden des März“. Auch der Revers weist einen meist unvollständigen Perlrand auf.

### Ikonografie
Der EID MAR-Münzen zeigen das einzige mit Gewissheit authentische Porträt des Marcus Iunius Brutus. Mit der Darstellung seines eigenen Porträts auf der Vorderseite griff Brutus das Handeln des von ihm ermordeten Julius Caesar auf, der das eigene Porträt als erstes Abbild einer lebenden Person auf römische Münzen aufbringen ließ. Wie im Fall der Münzen Julius Caesars ist die Abbildung als Mittel der Propaganda und als überhöhte Darstellung der eigenen Person zu sehen. Brutus ließ sich mit einem Bart darstellen, obwohl es in Rom längst üblich war, sich glatt zu rasieren. Der Bart war nur noch Kennzeichen der Philosophen und Rhetoren und wurde in der bildenden Kunst als Kennzeichen des Alters verwendet. Brutus’ Bart wurde als Ausdruck der Trauer darum gesehen, dass ein Einzelner die Freiheit durch sein Machtstreben gefährdet hat. Diese Interpretation als Trauerbart kann neben dem auf der Rückseite gezeigten Stolz auf den Tyrannenmord nicht befriedigen. Tatsächlich hat Brutus als Münzmeister seine angeblichen Vorfahren Lucius Iunius Brutus und Gaius Servilius Ahala den Gepflogenheiten ihrer Zeit entsprechend bärtig dargestellt. Mit dem eigenen Porträt mit Bart stellte Brutus eine Verbindung zu seinen Vorfahren her, die als Tyrannenmörder und Begründer der römischen Republik galten.
Das Münzbild der Rückseite geht noch weiter. Die Freiheitsmütze in der Mitte war seit langer Zeit ein Attribut der Libertas, der Personifikation der Freiheit, und wurde von ihr auf zahlreichen Münzen als Kopfbedeckung oder in der Hand gehalten. Dabei bedeutete der Begriff der Freiheit einerseits die politische Freiheit und die Gleichheit der Mitglieder der Aristokratie untereinander und die Zurückweisung von Monarchie und Autokratie. Sie bedeutete aber auch die Gleichheit aller Bürger Roms vor dem Gesetz und die Freiheit von staatlicher Willkür. Der Pileus, die Freiheitsmütze, war die stolz getragene Kopfbedeckung der freien Römer und als solche jedem Römer bekannt. Eine Freiheitsmütze wurde Sklaven, Kriegsgefangenen und Gladiatoren zur Freilassung verliehen. Dem römischen Historiker Appian zufolge, der seine Römische Geschichte allerdings fast 200 Jahre nach den Ereignissen niederschrieb, wurde von einem der Verschwörer unmittelbar nach dem Mord an Caesar ein Pileus auf einer Lanze durch die Straßen getragen. Bei den beiden mitgegebenen Dolchen handelt es sich um Pugiones. Der Pugio war als die Zweitwaffe der römischen Legionäre allgemein bekannt. Die Abbildung nur zweier Tatwaffen mit unterschiedlich geformten Heften weist auf die beiden Haupttäter Brutus und Cassius hin. Durch die Art der Waffen wird verdeutlicht, dass die Tötung Caesars als militärisches Handeln betrachtet wird. Auch die auf die Iden des März als Datum des Mordes verweisende Unterschrift greift die Ermordung Caesars auf. Das Messerattentat wird nicht nur beiläufig erwähnt, sondern als Akt der Befreiung und der Rettung des Vaterlandes gefeiert.

### Häufigkeit
Der silberne Denarius ist heute eine seltene Münze, mit weniger als einhundert erhaltenen Exemplaren, die sich überwiegend in Museen und öffentlichen Sammlungen befinden. Der britische Numismatiker Harold Mattingly vertrat die Auffassung, dass die Münzen als Sold in großer Zahl in Umlauf gebracht wurden. Darauf deutet auch die Zahl unterschiedlicher Prägestempel hin, etwa acht für das Porträt und 26 für den Revers. Die Stempel für den Revers nutzten schneller ab, da sie beim Prägen den Hammerschlägen ausgesetzt wurden, während das Gegenstück für den Avers fixiert war. Die geringe Zahl der heute erhaltenen Exemplare deutet darauf hin, dass die Münzen nach der Niederlage von Brutus und Cassius von den Siegern rasch eingezogen wurden. Abhängig von der Erhaltung werden für die Silberdenare auf dem Sammlermarkt Preise von wenigen Tausend bis zu mehr als 500.000 US-Dollar bezahlt. Damit sind sie die teuersten römischen Silbermünzen. Selbst als Fälschungen erkannte Münzen können beachtliche Preise erzielen. Zeitgenössische Fälschungen, etwa Münzen mit einem Kern aus unedlem Metall, bleiben im Wert kaum hinter den echten Münzen zurück.
Die Aurei wurden vielfach als Fälschungen angesehen, so von dem britischen Numismatiker Michael H. Crawford in seinem 1974 erschienenen Standardwerk Roman Republican Coinage. Damit widersprach er mit Entschiedenheit Herbert A. Cahn, der den seinerzeit einzigen bekannten Aureus 1957 im Tagungsband des Internationalen Numismatischen Kongresses von 1953 publiziert hatte. Crawford begründete seine Einschätzung damit, dass Cahns formale Argumente für die Echtheit der Münze ohne Gewicht seien, dass die Münze selbst verdächtig erscheine, dass Cahn einen Abguss der Münze als Athener Fälschung etikettiert habe, und dass sich ein anderes Exemplar im British Museum unter den dort als Fälschungen erkannten Münzen befinde. Zu einem späteren Zeitpunkt konnte Crawford die Münze selbst in Augenschein nehmen. Er änderte daraufhin seine Meinung und akzeptierte die Aurei als authentisch.

## Erhaltene Aurei

### Aureus des British Museum

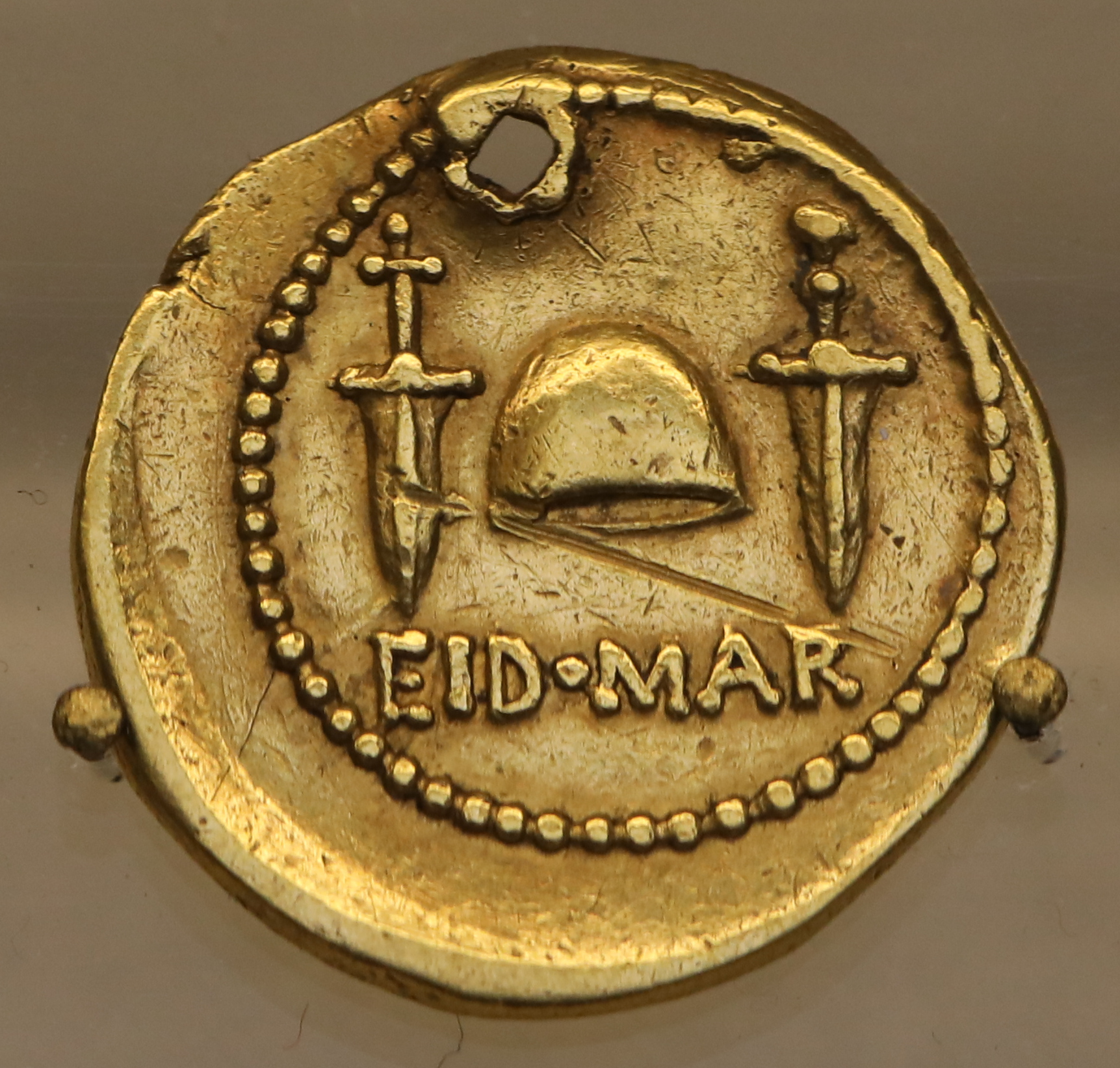
EID MAR-Aureus des British Museum

Die Münze hat ein Gewicht von 7,84 Gramm. Sie ist vorder- und Rückseitig dezentriert, hat aber beidseitig deutliche Abschläge, denen nur ein kleiner Teil der Perlränder fehlt. Am Oberrand befindet sich ein Loch, offenbar hat die Münze einmal als Anhänger gedient. Auf der Rückseite befindet sich ein Kratzer. Ansonsten hat die Münze den Erhaltungsgrad sehr schön.
Die Münze wurde dem British Museum im Mai 1932 angeboten, doch aufgrund der kurz zuvor erfolgten Abwertung des britischen Pfunds konnte sich das Museum den Kauf nicht leisten. Zudem befand sich bereits ein Exemplar aus dem Besitz von König Georg III. in der Sammlung. Es wurde dem Museum 1825 von dessen Sohn Georg IV. geschenkt, entpuppte sich aber mittlerweile als Fälschung. Das Original befand sich bis in die 1970er Jahre in der Sammlung des 1979 verstorbenen Schweizer Zuckerfabrikanten Leo Biaggi de Blasys. Nach Jahrzehnten tauchte die Münze 2004 auf einer Auktion des Züricher Auktionshauses Numismatica Ars Classica auf und wurde für 120.000 Schweizer Franken an den New Yorker Sammler Barry R. Feirstein verkauft. 2008 wurde die Münze von Numismatica Ars Classica erneut angeboten, und für 230.000 Franken von dem britischen Anwalt Michael L. J. Winckless erworben. Winckless stellte die Münze um 2010 dem British Museum in London als Dauerleihgabe zur Verfügung. Ende Mai 2022 wurde sie, wiederum bei Numismatica Ars Classica in Zürich, für einen Zuschlag von 2,2 Millionen Schweizer Franken (zuzüglich Aufgeld) versteigert.

### Aureus der Deutschen Bundesbank

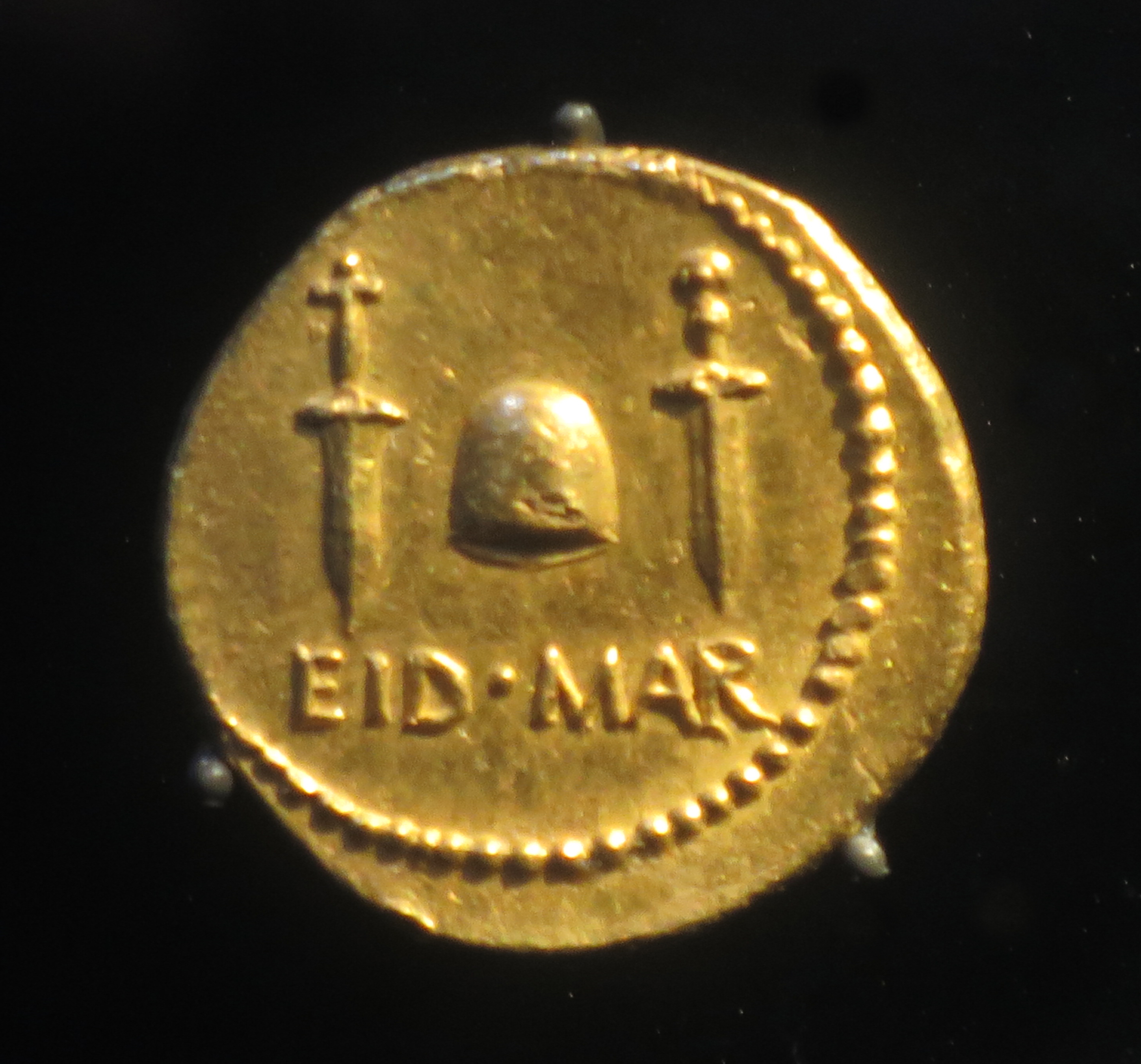
EID MAR-Aureus aus der Sammlung der Deutschen Bundesbank

Diese Münze hat bei einem Durchmesser von 19,9 Millimeter ein Gewicht von 8,06 Gramm. Sie ist vorderseitig leicht dezentriert, aber der Perlrand ist vollständig auf dem Münzrohling aufgeprägt. Der Revers ist stärker dezentriert, etwa ein Drittel des Perlrands fehlt.
Der Aureus wurde erst 1989 durch eine weitere Veröffentlichung des Numismatikers Herbert A. Cahn bekannt. Cahn konnte ihn aber nicht eingehend behandeln, da die Münze kurz zuvor an einen kalifornischen Sammler verkauft worden war. Bereits im November 1990 wurde die Münze in einer Auktion von Numismatic Fine Arts in New York City angeboten. Im November 1993 versteigerte Sotheby’s in Zürich sie für 480.000 Franken an die Deutsche Bundesbank. Sie ist im „Geldkabinett“ des Geldmuseums der Deutschen Bundesbank ausgestellt.

### Dritter Aureus
Das dritte Exemplar des EID MAR-Aureus tauchte erst 2020 im Münzhandel auf und wurde in der Fachliteratur zuvor nicht erwähnt. Die Münze hat einen Durchmesser von 19 Millimeter und ein Gewicht von 8,06 Gramm. Sie ist nur leicht dezentriert, die Perlenränder sind vorderseitig fast ganz und rückseitig vollständig vorhanden. Der Aureus ist fast prägefrisch und hat einen starken Glanz. Die Oberfläche weist beidseitig neben den üblichen Abnutzungsspuren der Stempel nur wenige Kratzer und geringfügige rötlichbraune Ablagerungen von Calcit auf.
Der dritte Aureus wurde im selben Jahr von der in Sarasota, Florida, ansässigen kommerziellen Zertifizierungsstelle Numismatic Guaranty Corporation (NGC) geprüft und bewertet. Die Münze befindet sich seither in einer rechteckigen versiegelten Kunststoffkapsel (Slab). Die Qualitätseinstufung der NGC lautet Mint State ★, 5/5 strike, 3/5 surface und „Fine Style“. Das bedeutet im Einzelnen, dass die Münze prägefrisch ist (Mint State), ein außergewöhnlich attraktives Aussehen hat (★), der Abschlag einwandfrei ist (5/5), die Oberfläche der Münze überdurchschnittlich gut erhalten ist (3/5) und dass die Gestaltung der Münze ein besonders hohes künstlerisches Niveau aufweist („Fine Style“). Für eine antike Münze ist das eine außerordentlich gute Erhaltung.
Das Londoner Münzauktionshauses Roma Numismatics veröffentlichte im Vorfeld einer Auktion im Jahr 2020 für den EID MAR-Aureus und eine Tetradrachme der griechischen Kolonie Naxos auf Sizilien übereinstimmende gefälschte Provenienzen. Demnach waren frühere Eigentümer der Schweizer Archäologe Gustav von Bonstetten, sein Neffe Gustave August Arthur Albert von Bonstetten (1864–1935), einer der Gründer des Automobil Club der Schweiz, dessen Tochter Marie Alvine Irma von Bonstetten (1893–1968) und ihr Ehemann Baron Bernard de Chambrier (1878–1963) und schließlich Baron Dominique de Chambrier. Die Münze wurde am 29. Oktober 2020 von Roma Numismatics versteigert. Der Zuschlag erfolgte für 2,7 Millionen britische Pfund (etwa 3 Millionen Euro), zuzüglich 20 oder 24 Prozent Aufschlag. Damit löste der dritte EID MAR-Aureus einen Sesterz des Hadrian als teuerste römische Münze ab, der 2008 in Genf für 1,3 Millionen Euro versteigert worden ist.
Im Januar 2023 wurde der Inhaber von Roma Numismatics in New York City festgenommen. Ihm werden vom District Attorney von Manhattan im Zusammenhang mit dem Verkauf der Münze schwerer Betrug und einer Reihe weiterer Straftaten vorgeworfen. Die Ermittlungen wurden von Spezialisten für Raubkunst der Bezirksstaatsanwaltschaft und Beamten des Department of Homeland Security durchgeführt. Die EID MAR-Münze wurde im Februar von einem nicht identifizierten US-amerikanischen Milliardär, der sie in gutem Glauben ersteigert hatte, an die Behörden übergeben.
Die Numismatic Guaranty Corporation hält an ihrer Einschätzung fest und betrachtet die Münze weiterhin als echt. Das Unternehmen macht geltend, dass es keine Überprüfungen von Provenienzen durchführt. Die Münze wurde möglicherweise Anfang des 21. Jahrhunderts in Griechenland gefunden und illegal ausgeführt. Brutus und sein Mitverschwörer Cassius hatten vor ihrer letzten Schlacht in der Nähe von Philippi ein stark befestigtes Lager errichtet.
Den Ermittlern zufolge tauchte die dritte EID MAR-Münze erstmals 2013 oder 2014 im Münzhandel auf. 2015 gelangte sie durch einen Mitarbeiter in den Besitz von Roma Numismatics, die sie mit der Herkunftsangabe „aus einer alten Schweizer Sammlung“ – in Fachkreisen die Umschreibung für eine zweifelhafte Herkunft – auf einer Münzenmesse in New York anbot. Bis zu ihrer Versteigerung im Jahr 2020 wurde sie von Roma Numismatics auf ihrer Website angeboten und wiederholt auf Münzausstellungen in Europa und den Vereinigten Staaten gezeigt. Im März 2023 wurde die Münze mit 28 weiteren antiken Objekten, die geraubt oder illegal ausgeführt worden waren, in New York an die griechische Kulturministerin Lina Mendoni und Vertreter des griechischen Generalkonsulats übergeben.

## Rezeption
Nach dem Tod Neros im Jahr 68 soll das Volk Roms mit Pilei auf den Köpfen auf den Straßen und Plätzen gefeiert haben. Um das Jahr 68 wurden anonyme Münzen geschlagen, die das Motiv der Münzen des Brutus aufnahmen, aber in einem anderen Kontext zu sehen sind. Ihre Vorderseite zeigt die Libertas mit der Umschrift LIBERTAS P R. Die Rückseite zeigt das wohlbekannte Motiv der Freiheitsmütze zwischen den beiden Dolchen, mit der Umschrift RESTITVTA. Zusammen ist das als Libertas populi Romana (est) restituta zu lesen, die Freiheit des römischen Volkes ist wiederhergestellt (worden). Die Aufschrift LIBERTAS RESTITVTA ist auch auf namentlich gekennzeichneten Münzen Galbas zu finden, und es gibt typologische Übereinstimmungen zwischen anderen anonymen Münzen der Zeit und anderen Münzen Galbas. Die anonymen Münzen mit dem Motiv der Libertas und der Kombination von Freiheitsmütze und Dolchen können auf den Zeitraum zwischen dem Beginn der Erhebung Galbas im Winter 67/68 und seiner Machtübernahme im April 68 datiert werden. Damit wären sie ein Mittel der politischen Propaganda und als subtile Aufforderung zum Sturz Neros und zum Tyrannenmord zu sehen.
Zu Beginn des 3. Jahrhunderts lieferte Cassius Dio eine Beschreibung der Denarii und Aurei des Brutus: Brutus ließ auf die Münzen sein eigenes Abbild und eine Mütze und zwei Dolche prägen. Damit und mit der Aufschrift zeigte er an, dass er mit Cassius das Vaterland befreit hat (Römische Geschichte 47,25,3). Dass bei der Erwähnung durch Cassius Dio etwa 250 Jahre vergangen waren, deutet darauf hin, dass die Prägungen trotz ihrer heutigen Seltenheit im antiken Rom einen hohen Bekanntheitsgrad erreichten. Es gab auch in viel späterer Zeit Münzen und Medaillen, die das Motiv der EID MAR-Münzen aufgriffen.

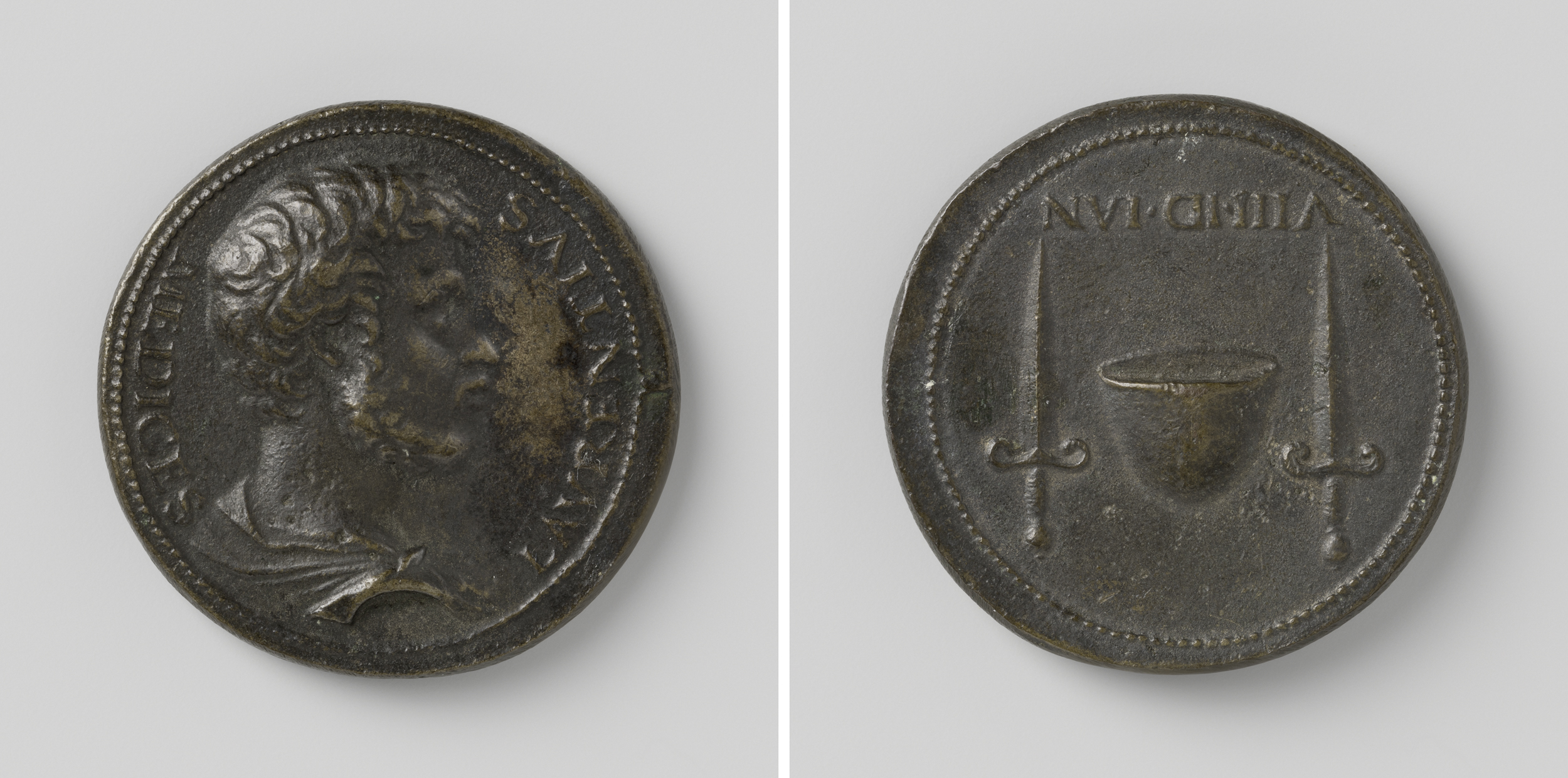
Medaille mit dem Porträt des Lorenzino de’ Medici, Giovanni Cavino zugeschrieben, um 1537

Mehr als ein Jahrtausend nach ihrer Ausgabe wurde das Motiv der Münzen des Brutus erneut verwendet. Alessandro de’ Medici, Herzog der florentinischen Republik und Stadtherr von Florenz, wurde am 6. Januar 1537 von seinem entfernten Verwandten Lorenzino de’ Medici ermordet. Wahrscheinlich verübte Lorenzino die Tat aus gekränkter Eitelkeit, weil Alessandro ihn in der Nachfolgeregelung zugunsten des entfernteren Verwandten Cosimo I. de’ Medici übergangen hatte. Gleichwohl feierten die florentinischen Republikaner die Tat als Tyrannenmord. Auch Lorenzino stellte den Mord so dar. Der Mord war der Anlass für die Herstellung einer antikisierenden Medaille, wahrscheinlich durch Giovanni Cavino, auf der Lorenzino wie ein römischer Kaiser im Profil abgebildet ist. Auch der Bart wurde in die Darstellung übernommen, und die Umschrift lautet LAVRENTIVS MEDICES. Die Rückseite zeigt das antike Motiv der von zwei schlanken Dolchen umgebenen Freiheitsmütze. Wie die Münzen des Aureus zeigt auch die Medici-Medaille das genaue Datum des Mordes, VIII.ID(es).IAN(uarius), den 8. Tag vor den Iden des Januar. Insgesamt ist die Medaille einer der Versuche Lorenzinos, Caesar und Alessandro als Tyrannen und Brutus und sich selbst als Tyrannenmörder auf eine Stufe zu stellen.
Der französische König Heinrich II. war mit einer Halbschwester Alessandro de’ Medicis verheiratet. Eine 1552 entstandene Medaille zeigt das Brustbild Heinrich II. nach rechts, geharnischt und mit Lorbeerkranz. Die Umschrift des wahrscheinlich von Marc Béchot, dem Chefgraveur der Monnaie de Paris, gefertigten Vorderseite lautet HENRICVS • II • REX • CHRISTIANISSIMVS, Heinrich II. allerchristlichster König. Gegenüber dem Avers fällt die Rückseite in der Ausführung deutlich ab, sie wurde von einem unbekannten Medailleur geschaffen. Aus der Freiheitsmütze ist nun ein hoher Hut mit schmaler Krempe geworden, wie er der Mode der Zeit entsprach. Die beiden Dolche sind nach oben gerichtet und eine vergleichsweise umfangreiche Aufschrift erläutert den Anlass der Ausgabe. Oben ist zweizeilig LIBER / TAS angegeben. Unter dem Hut befindet sich die Aufschrift VINDEX / ITALICÆ.ET GERMANICÆ / LIBERTATIS / 1552 (Beschützer der italienischen und deutschen Freiheit). Die Medaille ist wie die vorherige ein Propagandamittel und richtet sich gegen den Karl V., den Kaiser des Heiligen Römischen Reiches. Frankreich hatte sich 1551 im Fürstenaufstand mit dem Bündnis der protestantischen Fürsten gegen Karl V. gewandt. Aus der Sicht Heinrichs und der aufständischen Fürsten war Karl ein Tyrann und Unterdrücker der Religionsfreiheit. Die Aufschriften der Medaille bezeugen zum einen Heinrichs Anspruch auf die Führung des Christentums, zum anderen stellte sie ihn als Verteidiger der Freiheit dar. Dabei spielt der Bezug auf die italienische Freiheit auch auf den Sacco di Roma durch deutsche Landsknechte und spanische und italienische Söldner unter Karl V. im Jahr 1527 an.
Ab 1742 wurde in Bern ein undatierter Sechzehnerpfennig geprägt, der das Motiv der Münzen des Brutus stark abgewandelt aufnimmt. Bei den Sechzehnern handelte es sich um ein Gremium von 16 Bürgern des Kantons Bern, die einmal jährlich die Mitglieder des Großen Rats wählten. Als Entschädigung erhielten die Sechzehner seit 1667 den Sechzehnerpfennig. Das waren Prägungen im Gewicht und Wert eines Talers, die nur diesem Zweck dienten. Der Stempel der Prägung von 1742 wurde von dem Medailleur Jean Dassier geschnitten und bezieht sich auf den Toggenburgerkrieg des Jahres 1712, der mit einem Sieg der Reformierten endete und zu einer Neuordnung der politischen Landschaft der Schweiz führte. Der Avers zeigt einen triumphierenden Bären, das Berner Wappentier, über einem Haufen anscheinend achtlos hingeworfener Rüstungen, Schilde und Waffen der Besiegten. Er trägt ein Schwert am Gürtel und ein weiteres hoch erhoben in der rechten Pranke, darauf die bereits bekannte Freiheitsmütze. Die Umschrift lautet RESPUBLICA BERNENSIS. Die Schwertgriffe sind, wie bei den Dolchen der antiken Vorbilder, unterschiedlich gestaltet. Die Freiheitsmütze lässt keinen Zweifel daran, dass es sich hier um eine Abwandlung des antiken Vorbilds handelt.
Der Inselstaat Palau hat 2009 eine Sammlermünze aus einem halben Gramm Feingold mit dem Nennwert 1 Dollar ausgegeben. Der Avers zeigt die Rückseite des EID MAR-Aureus, ergänzt um die römischen Ziffern MMIX. Auf dem Revers befinden sich das Wappen Palaus und die Wertangabe.